# 주춘삼
주춘삼(1950년 8월 3일~)는 조선민주주의인민공화국의 양궁 선수이다. 1976년 하계 올림픽에서 조선민주주의인민공화국 대표 선수로 참가해 2349점을 기록하며 12위를 차지했다.